# Augustus De Morgan
Augustus De Morgan (født 27. juni 1806, død 18. marts 1871) var en indiskfødt britisk matematiker og logiker. Han formulerede De Morgans love og var den første til at gøre brug af begrebet matematisk induktion. De Morgan-krateret på Månen er opkaldt efter ham.
1. ↑  Navnet er anført på bokmål og stammer fra Wikidata hvor navnet endnu ikke findes på dansk.